# 樹脂識別コード

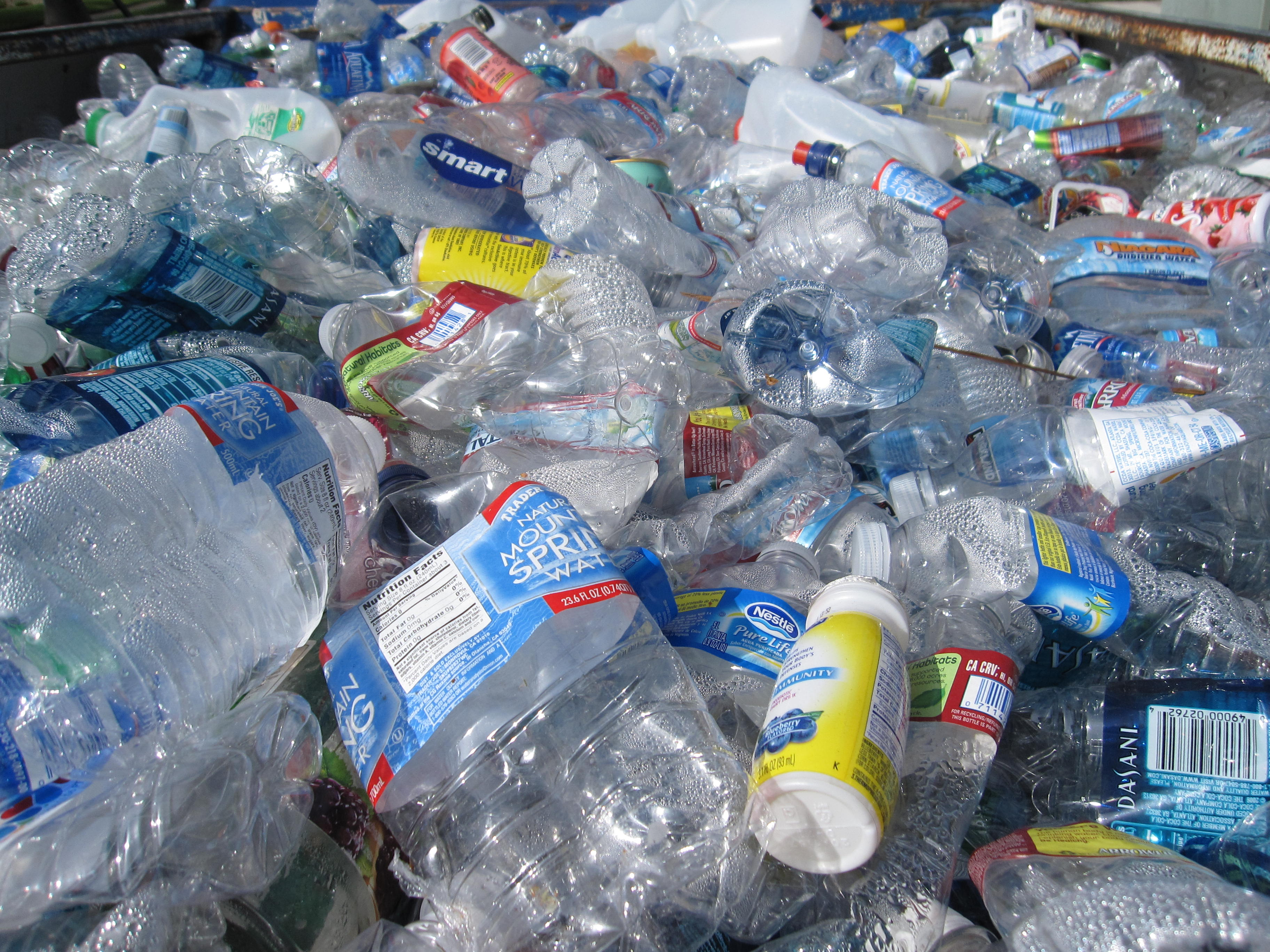
ゴミ集積場に集められた、各家庭から排出されたプラスチックゴミ。

樹脂識別コード（じゅししきべつコード、RIC: Resin identification code）は、プラスチック製品に表示される、材料のプラスチック樹脂を識別するためのコードおよびマークである。
1988年にアメリカのプラスチック産業会（Society of the Plastics Industry、現 Plastics Industry Association）が制定したため、SPI Resin identification codeと呼ばれていた。2008年以降はASTMインターナショナルが管理しており、ASTM International Resin Identification Coding Systemと呼ばれている。日本では、JIS Z 0112（包装−環境に関する用語）においてSPI Resin identification codeの訳語を「SPIレジン（樹脂）コード」としている。リサイクル識別表示マークにおいて、ポリエチレンテレフタラート(PET)を表すマークがペットボトルを表すマークとして準用されている。しかし、樹脂識別コードの付いたプラスチック樹脂の全てがリサイクル可能であるとは限らない。

## 歴史
1988年、プラスチック産業会(SPI)は、リサイクルプログラムを実施する自治体が増えていることから、樹脂識別コード(RIC)を導入した。 RICは、米国全域のリサイクル業者の懸念に対応するため、資源回収施設の作業員がプラスチック樹脂の種類に応じて品目を分類しやすくするように設計されている。プラスチックは、材料の価値を保ち、リサイクル後に他の製品に再利用できるように、材料の種類ごとに別々にリサイクルする必要がある。
SPIが制定した元の形では、RICのマークは、時計回りに循環する矢印で構成された三角形の中に数字が書かれている。この数字は、製品に使用されるプラスチックの種類を表す。
| 番号 | 材質                                                                                | 製品                                                           |
| ---- | ----------------------------------------------------------------------------------- | -------------------------------------------------------------- |
| 1    | ポリエチレンテレフタラート (PET)                                                    | 飲料用ボトル、カップ、その他の包装など                         |
| 2    | 高密度ポリエチレン (HDPE)                                                           | ボトル、カップ、ミルク差しなど                                 |
| 3    | ポリ塩化ビニル (PVC)                                                                | パイプ、壁板、床張り材など                                     |
| 4    | 低密度ポリエチレン (LDPE)                                                           | ポリ袋、シックスパックリング、管材料など                       |
| 5    | ポリプロピレン (PP)                                                                 | 自動車材料、工業用繊維、食品容器など                           |
| 6    | ポリスチレン (PS)                                                                   | プラスチック製家庭用品、発泡スチロール、カフェテリアトレーなど |
| 7    | その他のプラスチック（アクリル樹脂、ナイロン、ポリカーボネート、ポリ乳酸(PLA)など） |                                                                |

数字がない状態の、矢印で構成された三角形は、リサイクル可能であることを示す国際的なマークであるリサイクルシンボルになる。RICは単に製品の材質を表しているだけで、RICがついている製品が必ずしもリサイクル可能であるとは限らない。RICの意味についての消費者の混乱に対処するため、RICはその後の改訂により矢印が黒三角に置き換えられた。
2008年、ASTMインターナショナルがRICの管理を引き継ぎ、標準規格としてASTM D7611「樹脂識別のためのプラスチック製造品のコーディングに関する標準慣行」を発表した。2013年にこの標準規格が改訂され、RICの周囲の三角形は3つの矢印から実線に変更された。
RICの導入以来、多くの人々がRICをリサイクル可能性の象徴として使用してきたが、プラスチック製品にこのマークがついていることは、リサイクル可能であることを示すものではない。

## 樹脂識別コード
情報源:
| 番号 | イメージ | その他のイメージ #1 | その他のイメージ #2 | 略称        | 材質名 | 用途 |
| ---- | -------- | ------------------- | ------------------- | ----------- | --- | --- |
| 1    | ♳        |                     |                     | PETE, PET   | ポリエチレンテレフタラート | ポリエステル繊維（フリース）、熱成形シート、吊紐、ソフトドリンクボトル（ペットボトル）、トートバッグ、家具、カーペット、パネル（ペットボトルのリサイクルも参照）                   |
| 2    | ♴        |                     |                     | HDPE, PE-HD | 高密度ポリエチレン | ボトル、食料品袋、ミルク差し、ごみ箱、農業用パイプ、車止、遊具、プラスチック木材                                                                                                   |
| 3    | ♵        |                     |                     | PVC, V      | ポリ塩化ビニル | パイプ、サッシ、壁板、フェンス、床張り材、シャワーカーテン、非食品用ボトル、子供のおもちゃ                                                                                         |
| 4    | ♶        |                     |                     | LDPE, PE-LD | 低密度ポリエチレン | ポリ袋、シックスパックリング、各種容器、投薬瓶、洗瓶、管材料、各種成形実験設備 |
| 5    | ♷        |                     |                     | PP          | ポリプロピレン | 自動車材料、工業用繊維、食品容器、食器など |
| 6    | ♸        |                     |                     | PS          | ポリスチレン | デスクアクセサリー、カフェテリアトレー、プラスチック製家庭用品、玩具、ビデオカセットおよびそのケース、クラムシェル容器、緩衝材（パッケージングピーナッツ）、断熱板、発泡スチロール |
| 7    | ♹        |                     |                     | OTHER, O    | その他のプラスチック（アクリル樹脂、ナイロン、ポリカーボネート、ポリ乳酸（バイオプラスチック）など）および、異なるプラスチックの多層組み合わせ | ボトル、プラスチック木材、ヘッドライトレンズ、保護メガネなど |

以下は、ASTMによる2013年の改訂後のマークである。

## 消費者の混乱
米国では、プラスチック製品にRICを使用することにより、どのプラスチック製品がリサイクル可能であるかについて消費者の混乱が生じている。プラスチックリサイクルプログラムが米国の自治体で最初に実施されたとき、RICコード1（ポリエチレンテレフタレート）と2（高密度ポリエチレン）のプラスチックのみがリサイクルされた。受け入れ可能なプラスチック製品はその後増加しており、一部の地域では、市のリサイクルプログラムがRICに関係なくほとんどのプラスチック製品を回収し、リサイクルすることができる。これにより、一部の地域では、道端の回収箱に何を入れるかを決定するときに、RICによるのではなく、その形態（ボトル、タブ、蓋など）によって分別するよう指示している。消費者の混乱を緩和するために、アメリカ化学工業協会は、プラスチック製品のリサイクル方法について消費者を教育するために使用できる標準化された用語を導入するための「リサイクル・ターム＆ツール」プログラムを開始した。

## 符号位置
| 記号 | Unicode | JIS X 0213 | 文字参照         | 名称               |
| ---- | ------- | ---------- | ---------------- | ------------------ |
| ♳    | U+2673  | -          | &#x2673; &#9843; | 樹脂識別コード-1   |
| ♴    | U+2674  | -          | &#x2674; &#9844; | 樹脂識別コード-2   |
| ♵    | U+2675  | -          | &#x2675; &#9845; | 樹脂識別コード-3   |
| ♶    | U+2676  | -          | &#x2676; &#9846; | 樹脂識別コード-4   |
| ♷    | U+2677  | -          | &#x2677; &#9847; | 樹脂識別コード-5   |
| ♸    | U+2678  | -          | &#x2678; &#9848; | 樹脂識別コード-6   |
| ♹    | U+2679  | -          | &#x2679; &#9849; | 樹脂識別コード-7   |
| ♺    | U+267A  | -          | &#x267A; &#9850; | 樹脂識別コードの枠 |